# Руске Слово (тижневик)
«Руске Слово» — тижневик, що виходить у Бачці (з 1945 в Руському Керестурі, з 1967 — у Новому Саді) бачвансько-срімським діалектом, зі сторінкою українською літературною мовою.
Мав місячний додаток «Литературне Слово». «Руске Слово» було органом Соціалістичного союзу робітнимків народу Войводіни. Редактори: С. Чакан, Е. Джуня, Л. Такач, Ю. Варґа, Ю. Латяк і М. Москаль.